# Ama Dablam
L'Ama Dablam és una muntanya situada a la part est de l'Himàlaia nepalès. La muntanya consta de dos pics: el principal de 6.812 metres; i l'occidental, de 5.563 metres. Ama Dablam vol dir «Mare i collaret de perla» (es pensa en la glacera que penja com la perla).
El 1961, Edmund Hillary va ser l'instigador de la primera ascensió. El cim el va aconseguir una cordada internacional composta per l'americà Barry Bishop, l'anglès Michael Ward i dos neozelandesos, Wally Romanes i Michael Gill, per la seva aresta sud-est.
El 1979, es va fer la primera ascensió de l'aresta nord per una expedició francesa.